# Unconditionally
«Unconditionally» (с англ. — «Безусловно») — песня, записанная американской певицей Кэти Перри для её четвёртого студийного альбома Prism (2013). Композиция была написана Перри, продюсерами выступили Макс Мартин и Лукаш Готвальд. Песня официально была выпущена синглом 16 октября, однако поступила в продажу с выходом альбома, 22 октября. Текст песни повествует о безоговорочной любви к одному человеку. Перри сообщила, что «Unconditionally» является её любимой песней с альбома и посвящена Джону Мейеру. Также, Перри заявила, что писала данную композицию 5 месяцев.
Сразу после выхода песня получила положительные отзывы от музыкальных критиков, которые отмечали вокальное исполнение Перри и новый стиль в создании инструментальной композиции. Песня заняла 14 строчку в американском чарте Billboard Hot 100, став первым релизом Перри за последние 5 лет, который не вошёл в первую десятку чарта.

## Живые выступления
Перри дала множество выступлений на различных церемониях и передачах с целью продвижения сингла «Unconditionally».
| Выступления                           |
| ------------------------------------- |
| iHeartRadio Prism Album Release Party |
| We Can Survive Concert                |
| The X Factor (Австралия)              |
| Sunrise                               |
| 2013 MTV Europe Music Awards          |
| American Music Awards of 2013         |
| The X Factor (Италия)                 |
| The Voice (Германия)                  |
| NRJ Music Awards 2014                 |
| The X Factor (Великобритания)         |
| The Ellen DeGeneres Show              |
| Alan Carr: Chatty Man                 |

## Список композиций
- CD сингл[1]

1. "Unconditionally" – 3:48
2. "Unconditionally" (Инструментальная) – 3:48

## Чарты
| Чарт (2013–14)                             | Позиция |
| ------------------------------------------ | ------- |
| Австралия (ARIA)                           | 11      |
| Австрия (Ö3 Austria Top 40)                | 16      |
| Бельгия/Фландрия (Ultratop 50)             | 49      |
| Бельгия/Фландрия (Ultratip Bubbling Under) | 3       |
| Бельгия/Валлония (Ultratop 50)             | 26      |
| Бельгия/Валлония (Ultratip Bubbling Under) | 1       |
| Болгария (IFPI)                            | 5       |
| Канада (Billboard Canadian Hot 100)        | 13      |
| Канада (Billboard AC)                      | 11      |
| Канада (Billboard CHR/Top 40)              | 14      |
| Канада (Billboard Hot AC)                  | 6       |
| Чехия (Rádio — Top 100)                    | 7       |
| Европа (Billboard Euro Digital Song Sales) | 16      |
| Франция (SNEP)                             | 38      |
| Германия (GfK)                             | 22      |
| Венгрия (Rádiós Top 40)                    | 14      |
| Ирландия (IRMA)                            | 27      |
| Италия (FIMI)                              | 6       |
| Lebanon (The Official Lebanese Top 20)     | 6       |
| Mexico Anglo Chart (Monitor Latino)        | 17      |
| Mexico Ingles Airplay (Billboard)          | 3       |
| Нидерланды (Dutch Top 40)                  | 32      |
| Новая Зеландия (Recorded Music NZ)         | 26      |
| Польша (Polish Airplay Top 100)            | 17      |
| Romania (Airplay 100)                      | 61      |
| Russia (Tophit Weekly General Airplay)     | 69      |
| Шотландия (OCC Scotland)                   | 24      |
| Словакия (Rádio — Top 100)                 | 11      |
| Slovenia (SloTop50)                        | 10      |
| ЮАР (EMA)                                  | 8       |
| Испания (PROMUSICAE)                       | 40      |
| Швеция (Sverigetopplistan)                 | 48      |
| Швейцария (Schweizer Hitparade)            | 27      |
| Великобритания (OCC UK Singles)            | 25      |
| США (Billboard Hot 100)                    | 14      |
| США (Billboard Adult Contemporary)         | 16      |
| США (Billboard Adult Pop Airplay)          | 7       |
| США (Billboard Dance Club Songs)           | 1       |
| США (Billboard Pop Airplay)                | 8       |
| Venezuela Pop Rock (Record Report)         | 13      |